# Taneyamagahara no yoru
 (février 2015).
Si vous disposez d'ouvrages ou d'articles de référence ou si vous connaissez des sites web de qualité traitant du thème abordé ici, merci de compléter l'article en donnant les références utiles à sa vérifiabilité et en les liant à la section « Notes et références ».
Pour plus de détails, voir Fiche technique et Distribution.
Taneyamagahara no yoru (種山ヶ原の夜, littéralement « La Nuit de Taneyamagahara ») est un court métrage d'animation réalisé par Kazuo Oga et produit par le Studio Ghibli. Une version DVD est vendue au Japon depuis le 7 juillet 2006.

## Synopsis
Cette histoire raconte l'époque où la région de Tohoku souffrait de la famine et vivait pauvrement. Dans un coin du plateau de Taneyamagahara, dans les montagnes Kitakami de la préfecture d'Iwate, Ito, qui passe la nuit avec trois agriculteurs qui se préparent à faucher dès le matin, rêve. Dans un rêve, le jeune Ito discute avec le personnel du bureau des forêts de l'endroit où il peut être payé pour brûler du charbon de bois. Soudain, les esprits du chêne, du kashiwa et du bouleau apparaissent. Kodama et le jeune Ito interagissent pour savoir s'il faut couper les arbres de la montagne. Pour le jeune Ito, la montagne où les arbres ont été coupés et komon était un paysage riche et bon où l'eau bouillait et où l'on pouvait prélever des akebi et des champignons. Cependant, si vous ne coupez pas l'arbre et ne brûlez pas le charbon de bois, vous ne pourrez pas gagner votre vie. Kodama, qui n'était pas d'accord avec la coupe des arbres, a finalement répondu : « Alors il ne sert à rien de couper des arbres, mais il faut brûler du bon charbon de bois ». Une mystérieuse histoire de rêve de nuit que Kenji Miyazawa nous raconte que les humains ne sont pas les seuls à vivre dans ce monde. Le film décrit la vie quotidienne de fermiers des montagnes et leurs luttes pour continuer à avancer tout en approfondissant leur compréhension de la nature et du monde dans lequel ils vivent, alors qu'ils rencontrent des figures et des apparitions mystérieuses qui peuvent changer leur perspective sur tout ce qu'ils ont encore vécu.

## Fiche technique
- Histoire originale : Kenji Miyazawa
- Réalisation, animation clé, peintures, comédien : Kazuo Oga
- Musique : Ensemble Planeta
  - Arrangement : Nahoko Kakiage
  - Chansons : Ōenka, Kenbu no uta, Bokka
  - Paroles, composition : Kenji Miyazawa
  - D'après la Symphonie N° 9 « Du nouveau monde » d'Antonín Dvořák
- Production musicale : Pony Canyon
- Production : Studio Ghibli
- Durée : 27 minutes[1]